# André Roanne
André Roanne (París, Francia, 22 de septiembre de 1896-Cannes, Francia, 4 de septiembre de 1959) fue un actor cinematográfico de nacionalidad francesa.

## Biografía
Nacido en París, Francia, su verdadero nombre era André Albert Louis Rahou. A lo largo de su carrera entre 1914 y 1957 actuó en 91 filmes (cortometrajes en sus inicios), destacando sus colaboraciones con Fernandel. Aunque su filmografía fue principalmente francesa, también trabajó en numerosas producciones alemanas e italianas (a menudo coproducciones franco alemanas o franco italianas).
En cuatro de sus cintas fue también ayudante de dirección y/o montador, coguionista y ayudante técnico.
André Roanne estuvo casado con la actriz y directora Marie-Louise Iribe. Él falleció en Cannes, Francia, en 1959.

## Filmografía completa
(como actor, salvo mención contraria)
| - 1914 : Le Fils de la divette, de Gaston Ravel (corto) - 1915 : Madame Fleur-de-Neige, de Gaston Ravel (corto) - 1915 : Le Même sang, de Gaston Ravel (corto) - 1915 : En musique, de Gaston Ravel (corto) - 1915 : Autour d'une bague, de Gaston Ravel (corto) - 1915 : La Manœuvre amoureuse, de Labruyère (corto) - 1916 : Le pied qui étreint, de Jacques Feyder (corto) - 1916 : Monsieur Pinson policier, de Jacques Feyder y Gaston Ravel (corto) - 1916 : Le Consentement de la marquise, de Édouard-Émile Violet (corto) - 1916 : Têtes de femmes, femmes de tête, de Jacques Feyder (corto) - 1921 : L'Ombre déchirée, de Léon Poirier - 1921 : Hantise, de Jean Kemm - 1921 : Les ailes s'ouvrent, de Guy du Fresnay - 1921 : L'Atlantide, de Jacques Feyder - 1922 : L'Évasion, de Georges Champavert - 1922 : Maman Pierre, de Maurice Chaillot - 1923 : Tote, de Camille de Morlhon (corto) - 1923 : Les Opprimés, de Henry Roussel - 1924 : Violettes impériales, de Henry Roussel - 1925 : La Terre promise, de Henry Roussel - 1925 : Chouchou poids plume, de Gaston Ravel - 1926 : La Petite Fonctionnaire, de Roger Goupillières - 1926 : La Petite Bonne du palace, de Louis Mercanton - 1926 : Cinders, de Louis Mercanton - 1926 : Die Königin von Moulin Rouge, de Robert Wiene - 1926 : Fräulein Josette, meine frau, de Gaston Ravel - 1926 : Le Berceau de Dieu, de Fred LeRoy Granville - 1926 : Le Fauteuil 47, de Gaston Ravel - 1927 : La Petite Chocolatière, de René Hervil - 1927 : Le Chauffeur de Mademoiselle, de Henri Chomette - 1927 : Der Goldene Abgrund, de Mario Bonnard - 1928 : La Merveilleuse Journée, de René Barberis - 1928 : La Femme du voisin, de Jacques de Baroncelli - 1928 : Dolly, de Pierre Colombier - 1928 : Le Danseur inconnu, de René Barberis - 1928 : La storia de una piccola Parigina, de Augusto Genina - 1929 : Sündig und süss, de Karel Lamač - 1929 : Vénus, de Louis Mercanton - 1929 : Tagebuch einer Verlorenen, de Georg Wilhelm Pabst - 1929 : Frauen am Abgrund, de Georg Jacoby - 1930 : La Lettre, de Louis Mercanton - 1930 : Cendrillon de Paris, de Jean Hémard - 1930 : Die Kaviarprinzessin, de Karel Lamač - 1930 : Accusée, levez-vous !, de Maurice Tourneur - 1930 : Quand nous étions deux, de Léonce Perret - 1931 : Le Joker, de Erich Waschneck - 1931 : La Chanson des nations, de Maurice Gleize y Rudolf Meinert - 1931 : Ma cousine de Varsovie, de Carmine Gallone - 1931 : Tout s'arrange, de Henri Diamant-Berger - 1931 : Calais-Douvres, de Jean Boyer y Anatole Litvak - 1931 : Gloria, de Hans Behrendt y Yvan Noé - 1932 : Le Triangle de feu, de Edmond T. Gréville y Johannes Gutter | - 1932 : Ne sois pas jalouse, de Augusto Genina - 1932 : Colette et son mari, de André Pellenc (corto) - 1932 : Nicole et sa vertu, de René Hervil - 1932 : Grains de beauté, de Pierre Caron - 1932 : L'Amour en vitesse, de Johannes Guter y Claude Heymann - 1932 : Cognasse, de Louis Mercanton - 1932 : Mon curé chez les riches, de E.B Donatien - 1933 : Baby, de Pierre Billon y Karel Lamač - 1933 : Pour être aimé, de Jacques Tourneur - 1933 : Le Coq du régiment, de Maurice Cammage - 1934 : Le Voyage de Monsieur Perrichon, de Jean Tarride - 1934 : Paris-Deauville, de Jean Delannoy - 1934 : Le Mystère Imberger, de Jacques Séverac - 1934 : L'Aristo, de André Berthomieu - 1934 : Une nuit de folies, de Maurice Cammage - 1934 : Le Cavalier Lafleur, de Pierre-Jean Ducis - 1934 : L'Affaire Sternberg, de Robert Péguy - 1935 : La Mariée du régiment, de Maurice Cammage - 1935 : Quelle drôle de gosse, de Léo Joannon - 1935 : Un soir de bombe, de Maurice Cammage - 1935 : Mademoiselle Lucie, comtesse (corto) - 1935 : L'École des vierges, de Pierre Weill - 1936 : Jeunes Filles de Paris, de Claude Vermorel - 1936 : Les Demi-vierges, de Pierre Caron - 1937 : Gigolette, de Yvan Noé - 1937 : Police mondaine, de Michel Bernheim y Christian Chamborant - 1937 : Le Club des aristocrates, de Pierre Colombier - 1937 : Mon député et sa femme, de Maurice Cammage - 1937 : Ne tuez pas Dolly, de Jean Delannoy (corto) - 1938 : Petite Peste, de Jean de Limur - 1938 : Café de Paris, de Yves Mirande y Georges Lacombe - 1938 : Gibraltar, de Fedor Ozep - 1938 : Les Cinq Sous de Lavarède, de Maurice Cammage (también ayudante de dirección) - 1938 : Les Gens du voyage, de Jacques Feyder (también ayudante técnico) - 1939 : Entente cordiale, de Marcel L'Herbier - 1939 : Pièges, de Robert Siodmak - 1939 : Le Chasseur de chez Maxim, de Maurice Cammage (también ayudante de dirección) - 1940 : Monsieur Hector, de Maurice Cammage (ayudante técnico y coguionista) - 1943 : Finance noire, de Félix Gandéra (como montador y ayudante de dirección) - 1946 : Macadam, de Marcel Blistène - 1951 : Boniface somnambule, de Henri Lavorel y John Berry - 1953 : C'est arrivé à Paris, de Maurice Cammage - 1954 : Mam'zelle Nitouche, de Yves Allégret - 1954 : La Fille perdue, de Jean Gourguet - 1955 : Les Clandestines, de Raoul André - 1955 : Napoléon, de Sacha Guitry - 1955 : Les pépées font la loi, de Raoul André - 1956 : Si Paris nous était conté, de Sacha Guitry - 1956 : Les Indiscrètes, de Raoul André - 1957 : Une manche et la belle, de Henri Verneuil |